# アートコンプレックス1928
アートコンプレックス1928(ART COMPLEX 1928)は、京都市中京区の1928ビル（旧：大阪毎日新聞社→毎日新聞社京都支局）3階にある小劇場。1928年建築の同ビル内に、1999年12月10日にオープン（こけら落とし公演は、コンドルズによる『2000年ヴァージン』であった）し、エンジェルシステム、ファンドを導入したロングラン公演などの主催公演を行うなど、意欲的に活動を実施。
高さ5メートルのアーチ型の天井で、講堂風の舞台が設けられている。「アートコンプレックス1928」の名前は、芝居、音楽、ダンス、など様々なジャンル、芸術性、エンターテイメント性をコンプレックス（複合）したものを発信していきたいということに由来する。
2012年4月より、ノンバーバルパフォーマンス『ギア-GEAR-』の専用劇場となり客席数も72席に変更されロングラン公演が行われている。

## アクセス
- 阪急京都線京都河原町駅9番出口より北へ徒歩8分
- 京阪電車三条駅6番出口より西へ徒歩5分
- 地下鉄烏丸御池駅5番出口より東へ徒歩10分